# Music (álbum de Playboi Carti)
Music (também conhecido como I Am Music, ambos estilizados em letras maiúsculas) é o terceiro álbum de estúdio do rapper americano Playboi Carti. Foi lançado através da Interscope Records e AWGE no dia 14 de março de 2025. O álbum foi precedido pelo single "All Red", lançado em 13 de setembro de 2024. O álbum é composto por 30 músicas e conta com participações especiais de Travis Scott, The Weeknd, Kendrick Lamar, Jhené Aiko, Skepta, Future, Lil Uzi Vert, Ty Dolla $ign e Young Thug. A produção foi feita principalmente por Ojivolta, Cardo e F1lthy, além de vários outros produtores, incluindo Bnyx, Cash Cobain, Kanye West, Maaly Raw, Metro Boomin, Mike Dean, Southside, TM88, Travis Scott e Wheezy. O álbum sucedeu Whole Lotta Red, lançado em dezembro de 2020.
Em 9 de março de 2025, Playboi Carti anunciou que o álbum Music havia sido concluído após anos de development hell. Pouco depois, em 12 de março, ele confirmou a data de lançamento do álbum como 14 de março de 2025, após uma série de teasers do Spotify. Music recebeu críticas geralmente positivas de críticos musicais, que elogiaram a produção e as performances vocais de Carti. Music liderou várias paradas em todo o mundo e estreou em primeiro lugar na Billboard 200 dos EUA. Ganhou 298.000 unidades equivalentes ao álbum em sua primeira semana, tornando-se o segundo número um de Carti. Uma edição deluxe, intitulada Music - Sorry 4 Da Wait, foi lançada em 25 de março de 2025.

## Antecedentes e gravação
Em 10 de março de 2021, apenas três meses após o lançamento de Whole Lotta Red, Carti sugeriu um novo projeto no Instagram. Em 23 de agosto de 2021, ele revelou o título inicial do álbum, Narcissist, e definiu a data de lançamento para 13 de setembro, embora a data tenha passado sem o lançamento do álbum. Conforme o ano avançava, os planos de Carti para o álbum evoluíram. Em uma entrevista de abril de 2022 para a revista XXL, ele mencionou que o título do álbum havia mudado para Music.
Durante este período, Carti estava gravando ativamente e experimentando novos sons, buscando construir sobre o sucesso de seu trabalho anterior. Seu processo criativo envolveu trabalhar com diversos colaboradores, aproveitando o talento de sua gravadora Opium, incluindo produtores como F1lthy e o coletivo de produtores Working on Dying. Carti também foi influenciado por vários gêneros, misturando elementos de punk, rap e música experimental.
Ao longo de 2022 e 2023, Carti permaneceu ativo em apresentações ao vivo, estreando faixas inéditas e aumentando a expectativa entre os fãs.
Em 25 de dezembro de 2022, no segundo aniversário de Whole Lotta Red, Carti reacendeu especulações ao postar o que parecia ser uma nova capa de álbum no Instagram e twittar "love all my supporters  it’s time (amo todos os meus fãs, chegou a hora)".
Em 2023, Carti havia solidificado sua visão para o álbum, intensificando seu processo criativo enquanto continuava ajustando o projeto. Em uma entrevista de novembro de 2023 para a Numéro Berlin, Carti enfatizou a importância pessoal do álbum, descrevendo-o como sua obra mais importante até o momento.
Ele revelou que grande parte do álbum foi gravada em um estúdio semelhante a uma caverna em Paris, onde passou três meses imerso no processo criativo. Em 17 de novembro, Carti revelou que Kanye West havia produzido o álbum.
No dia seguinte, após ser atração principal no Camp Flog Gnaw Carnival em 18 de novembro, Carti revelou que o álbum não teria participações de outros artistas, afirmando: "I'm tryna do this by myself (Estou tentando fazer isso sozinho)".
Em 9 de março de 2025, Carti anunciou que o álbum estava finalizado. Poucos dias depois, em 12 de março, ele anunciou oficialmente que o álbum seria lançado em 14 de março de 2025, após uma série de teasers do Spotify.

## Lançamento e divulgação
A campanha de divulgação do álbum de Carti começou de forma sutil em 7 de dezembro de 2023, quando ele postou um story enigmático no Instagram dizendo "I am music (Eu sou música)", seguida por outro story mostrando a resposta de Pharrell Williams, que dizia simplesmente "Prepare (Prepare-se)". Isso gerou especulações imediatas sobre um lançamento iminente. Mais tarde naquele dia, DJ Akademiks anunciou que o álbum de Carti seria lançado em janeiro de 2024, descrevendo-o como "the greatest thing you ever heard (A melhor coisa que você já ouviu)". No entanto, o mês passou sem o lançamento do álbum.
Em 8 de dezembro de 2023, Carti intensificou a divulgação do álbum ao lançar a música "Different Day" através da conta da gravadora Opium no Instagram, acompanhada por um videoclipe. No entanto, a música não foi lançada oficialmente nas plataformas de streaming, mantendo um apelo exclusivo e underground. Nas semanas seguintes, Carti continuou com essa abordagem não convencional, lançando uma série de singles promocionais: "2024" em 14 de dezembro, "H00dByAir" em 19 de dezembro, "Backr00ms" com Travis Scott em 1º de janeiro de 2024, "EvilJ0rdan" em 15 de janeiro e "Ketamine" em 12 de março.
"H00dByAir", "EvilJ0rdan" e "Ketamine" foram incluídas no álbum Music com títulos diferentes. Cada lançamento foi acompanhado por um videoclipe, com a maioria sendo exclusiva para Instagram ou YouTube, aumentando ainda mais a expectativa em torno do álbum.
Ao longo de 2024, Carti continuou a provocar os fãs com trechos de novas músicas durante apresentações ao vivo, incluindo prévias das faixas "All Red" e "Fomdj" no festival Lyrical Lemonade Summer Smash em junho. Durante o ano, Carti começou a sugerir que o álbum seria lançado em 2024, com ele e outros membros da gravadora Opium usando a frase "2024 Music" nas redes sociais. No entanto, o ano passou sem o lançamento do álbum.
Em 12 de setembro de 2024, um dia antes do aniversário de Carti, ele anunciou no Instagram o lançamento de uma nova linha de merch, que incluía o título do álbum e sugeria uma possível data de lançamento. Pouco depois, Carti lançou o single "All Red" à meia-noite nas plataformas de streaming.
Em 22 de novembro de 2024, Carti postou outra música inédita chamada "Play This" através da conta da gravadora Opium no Instagram. Cinco dias depois, em 27 de novembro, Carti anunciou que apresentaria o álbum I Am Music no festival Rolling Loud Miami em 15 de dezembro de 2024.
Em 15 de dezembro, durante sua apresentação principal no festival, Carti estreou cinco novas músicas do álbum.
No final de fevereiro e início de março de 2025, uma série de outdoors promocionais em colaboração com o Spotify apareceram em locais icônicos como Downtown Los Angeles, Times Square e Bayfront Park em Miami. Os outdoors, com a fonte característica do álbum, exibiam mensagens enigmáticas como "MUSIC IS COMING" (17 de fevereiro), "I AM MUSIC MF" (18 de fevereiro), "TRIM" (19 de fevereiro), "IMSOYVL" (20 de fevereiro), "SORRY 4 DA WAIT" (21 de fevereiro), "BABYBOI" (22 de fevereiro), "OVERLY TRIM" (25 de fevereiro) e "STREETS READY" (12 de março). O Spotify também promoveu o álbum postando um vídeo teaser com a legenda "HAVE FAITH (Tenha fé)" nas redes sociais. Logo depois, Carti apagou todas as postagens de sua conta principal no Instagram e passou a postar na conta da gravadora Opium, compartilhando uma imagem de um outdoor na Times Square.
Em 12 de março, Carti postou "FRIDAY (Sexta-feira)" no X, marcando seu primeiro tweet desde 2022, confirmando o lançamento do álbum para 14 de março. Logo em seguida, ele compartilhou um vídeo no Instagram com o artista performático britânico Blackhaine anunciando a data de lançamento do álbum, aumentando ainda mais a expectativa para o lançamento.
O álbum estava programado para ser lançado à 1 da manhã (horário de Brasília), mas foi adiado em três horas, para as 4 da manhã. No entanto, o lançamento só aconteceu de fato às 8:38 da manhã. Carti alertou sobre o atraso através de mensagens enviadas para DJ Akademiks e Kai Cenat.

## Composição
Music foi descrito como um álbum de trap, caracterizado como uma evolução no som musical de Carti. O álbum demonstra uma mudança em relação ao estilo característico de Carti, conhecido como "baby voice", adotando, em vez disso, um tom mais grave e áspero, como pode ser ouvido em músicas como "Evil J0rdan" e "Mojo Jojo". Music também incorpora elementos de rage, mais notavelmente na faixa de introdução "Pop Out", um estilo musical que Carti já havia experimentado anteriormente em Whole Lotta Red. O álbum conta com a produção de vários nomes notáveis da indústria do rap, incluindo Kanye West, Metro Boomin e Mike Dean. Junto com muitos outros produtores, eles ajudaram a criar o som altamente variado e único de Music. O álbum também apresenta fortemente o DJ Swamp Izzo em várias faixas.

## Título
Carti usou uma variedade de possíveis títulos para o álbum. Inicialmente, ele sugeriu o título Narcissist em uma postagem no X onde compartilhou uma captura de tela de um iMessage com a frase "FORGET ABOUT SAMPLE CLEARANCES . DROP NARCISSIST (Esqueça a liberação de samples. Lançe Narcissist)". Essa declaração provocativa gerou grande expectativa para o álbum e levou à mudança do nome de sua turnê de Narcissist Tour para King Vamp Tour pouco tempo depois.
Além de Narcissist, fãs especularam que outro título, Antagonist, também poderia estar relacionado ao álbum. Essa especulação surgiu após Carti anunciar uma turnê mundial com o mesmo nome, que acabou sendo cancelada. A turnê incluiria artistas da gravadora Opium, como Ken Carson, Destroy Lonely e Homixide Gang.
Em uma entrevista de abril de 2022 para a revista XXL, Carti revelou o título final do álbum, dizendo simplesmente: Music. Ele explicou que o nome representava sua abordagem minimalista e sua evolução artística.
Desde dezembro de 2023, Carti começou a sugerir o título I Am Music, que rapidamente chamou a atenção dos fãs.
Finalmente, em 12 de setembro de 2024, durante o lançamento de uma coleção de merch, Carti revelou oficialmente o título do álbum como I Am Music. No entanto, nas plataformas de streaming, o título foi encurtado para Music, embora o título original I Am Music tenha sido mantido na capa do álbum.

## Lista de faixas
| Alinhamento das faixas de Music |                                                         |                                               |                                                               |         |  |
| N.º                             | Título                                                  | Compositor(es)                                | Produtor(es)                                                  | Duração |  |
| 1.                              | "Pop Out"                                               | Jordan Carter                                 | Slowburnz DJH                                                 | 2:41    |  |
| 2.                              | "Crusk" (com Travis Scott)                              | Carter Travis Scott                           | F1lthy Ojivolta Travis Scott                                  | 2:53    |  |
| 3.                              | "K Pop"                                                 | Carter                                        | Ojivolta Cardo Twisco                                         | 1:52    |  |
| 4.                              | "Evil J0rdan"                                           | Carter                                        | Ojivolta Cardo Johnny Juliano                                 | 3:03    |  |
| 5.                              | "Mojo Jojo" (com Kendrick Lamar)                        | Carter Kendrick Duckworth                     | Ojivolta Cardo Ssort Johnny Juliano                           | 2:36    |  |
| 6.                              | "Philly" (com Travis Scott)                             | Carter Webster II                             | Cardo                                                         | 3:05    |  |
| 7.                              | "Radar"                                                 | Carter                                        | Metro Boomin                                                  | 1:47    |  |
| 8.                              | "Rather Lie" (com The Weeknd)                           | Carter Abel Tesfaye                           | F1lthy Ojivolta Twisco Ramzoid Mike Dean                      | 3:29    |  |
| 9.                              | "Fine Shit"                                             | Carter                                        | Ojivolta Cash Cobain Keanu Beats                              | 1:46    |  |
| 10.                             | "Backd00r" (com Kendrick Lamar e Jhené Aiko)            | Carter Duckworth Jhené Chilombo               | Ojivolta Kanye West Twisco Keanu Beats Nagra Darius Rameshni  | 3:10    |  |
| 11.                             | "Toxic" (com Skepta)                                    | Carter Joseph Adenuga Jr.                     | Cardo Dez Wright Mu Lean Stoopid Lou                          | 2:15    |  |
| 12.                             | "Munyun"                                                | Carter                                        | Ojivolta Keanu Beats DJH 99Hurts                              | 2:34    |  |
| 13.                             | "Crank"                                                 | Carter                                        | Cardo Yung Exclusive Johnny Juliano                           | 2:27    |  |
| 14.                             | "Charge Dem Hoes a Fee" (com Future e Travis Scott)     | Carter Nayvadius Cash                         | Wheezy Southside Dez Wright Carlton Smatt Sertified Juke Wong | 3:45    |  |
| 15.                             | "Good Credit" (com Kendrick Lamar)                      | Carter Duckworth                              | Cardo                                                         | 3:10    |  |
| 16.                             | "I Seeeeee You Baby Boi"                                | Carter                                        | KP Lucian DJ Moon                                             | 2:38    |  |
| 17.                             | "Wake Up F1lthy" (com Travis Scott)                     | Carter Webster II                             | F1lthy Bnyx                                                   | 2:49    |  |
| 18.                             | "Jumpin" (com Lil Uzi Vert)                             | Carter Symere Woods                           | BL$$D Ethan Scott                                             | 1:32    |  |
| 19.                             | "Trim" (com Future)                                     | Carter Cash                                   | DJ Moon TM88 Akachi C$D Sid Macnificent Sonickaboom           | 3:13    |  |
| 20.                             | "Cocaine Nose"                                          | Carter                                        | F!lthy 100yrd Brak3                                           | 2:31    |  |
| 21.                             | "We Need All Da Vibes" (com Young Thug e Ty Dolla $ign) | Carter Jeffery Williams II Tyrone Griffin Jr. | Wheezy 100yrd Brak3                                           | 3:01    |  |
| 22.                             | "Olympian"                                              | Carter                                        | DJ Moon Clif Shayne Nick Spiders                              | 2:54    |  |
| 23.                             | "Opm Babi"                                              | Carter                                        | OpiumBaby Clayco Streo                                        | 2:53    |  |
| 24.                             | "Twin Trim" (com Lil Uzi Vert)                          | Carter Woods                                  | KP Beatz Rok                                                  | 1:34    |  |
| 25.                             | "Like Weezy"                                            | Carter                                        | Ojivolta Kelvin Krash                                         | 1:55    |  |
| 26.                             | "Dis 1 Got It"                                          | Carter                                        | F1lthy Lukrative Malik Ninety Five                            | 2:03    |  |
| 27.                             | "Walk"                                                  | Carter                                        | Ojivolta DJH BL$$D                                            | 1:34    |  |
| 28.                             | "HBA"                                                   | Carter                                        | Cardo Onokey                                                  | 3:32    |  |
| 29.                             | "Overly"                                                | Carter                                        | Maaly Raw                                                     | 1:45    |  |
| 30.                             | "South Atlanta Baby"                                    | Carter                                        | Ojivolta DJH                                                  | 2:13    |  |
| Duração total:                  | Duração total:                                          | Duração total:                                | Duração total:                                                | 76:57   |  |

| Lista de faixas adicionais exclusiva da loja online para Music - V1 |                 |                |                           |         |  |
| N.º                                                                 | Título          | Compositor(es) | Produtor(es)              | Duração |  |
| 31.                                                                 | "Different Day" | Carter         | KP Beatz Ambezza Outofair | 2:46    |  |
| Duração total:                                                      | Duração total:  | Duração total: | Duração total:            | 79:43   |  |

| Lista de faixas adicionais exclusiva da loja online para Music - V2 |                                |                   |                                      |         |  |
| N.º                                                                 | Título                         | Compositor(es)    | Produtor(es)                         | Duração |  |
| 31.                                                                 | "2024"                         | Carter            | Kanye West Earl on the Beat Ojivolta | 3:30    |  |
| 32.                                                                 | "Backr00ms" (com Travis Scott) | Carter Webster II | Cardo Duce Ojivolta                  | 2:40    |  |
| Duração total:                                                      | Duração total:                 | Duração total:    | Duração total:                       | 83:07   |  |

| Lista de faixas adicionais exclusiva da loja online para Music - V3 |                |                |                         |         |  |
| N.º                                                                 | Título         | Compositor(es) | Produtor(es)            | Duração |  |
| 31.                                                                 | "Fomdj"        | Carter         | F1lthy Lukrative Lucian | 3:12    |  |
| Duração total:                                                      | Duração total: | Duração total: | Duração total:          | 80:09   |  |

| Lista de faixas adicionais para Music - Sorry 4 Da Wait |                                |                   |                                      |         |  |
| N.º                                                     | Título                         | Compositor(es)    | Produtor(es)                         | Duração |  |
| 31.                                                     | "Different Day"                | Carter            | KP Beatz Ambezza Outofair            | 2:46    |  |
| 32.                                                     | "2024"                         | Carter            | Kanye West Earl on the Beat Ojivolta | 3:30    |  |
| 33.                                                     | "Backr00ms" (com Travis Scott) | Carter Webster II | Cardo Duce Ojivolta                  | 2:40    |  |
| 34.                                                     | "Fomdj"                        | Carter            | F1lthy Lukrative Lucian              | 3:12    |  |
| Duração total:                                          | Duração total:                 | Duração total:    | Duração total:                       | 89:12   |  |

Notas
- Todos os títulos das músicas são estilizados em letras maiúsculas.
- "K Pop" foi originalmente lançada como "Ketamine".
- "HBA" foi originalmente lançada como "HoodByAir".
- "Fomdj" é uma sigla para "Fuck on My DJ".

Créditos de samples e interpolações
- "Evil J0rdan" contém um sample da canção "Popular", escrita por Abel Tesfaye, Jordan Carter, Leland Wayne, Mike Dean, Tommy Rush, Sam Levinson, Michael Walker e John Flippin, e interpretada por The Weeknd, Playboi Carti e Madonna.[44]
- "Backd00r" contém um sample da canção "Red Rum", escrita e interpretada por Lil Wayne e Dre.[44]
- "Crank" contém uma interpolação da canção "Fuck Taylor Gang - Not a Diss We Are Just Not Dickriders", escrita e interpretada por SpaceGhostPurrp.[44]
- "Cocaine Nose" contém um sample da canção "Only U", escrita e interpretada por Ashanti.[45]
- "Like Weezy" contém um sample da canção "Bend Over", escrita e interpretada por Rich Kidz.[44]
- "Walk" contém um sample da canção "Sydney", escrita e interpretada por Bankroll Fresh.[45]

## Paradas
| Parada (2025)                           | Posição de pico |
| --------------------------------------- | --------------- |
| Austrália (ARIA)                        | 1               |
| Austrália (ARIA Hip Hop/R&B)            | 1               |
| Áustria (Ö3 Austria Top 40)             | 1               |
| Bélgica (Ultratop Flandres)             | 3               |
| Bélgica (Ultratop Valônia)              | 5               |
| Canadá (Billboard)                      | 1               |
| República Tcheca (ČNS IFPI)             | 1               |
| Dinamarca (Hitlisten)                   | 1               |
| Países Baixos (Dutch Charts)            | 2               |
| Finlândia (Suomen virallinen lista)     | 5               |
| França (SNEP)                           | 4               |
| Alemanha (Offizielle Deutsche Charts)   | 3               |
| Hungria (MAHASZ)                        | 1               |
| Islândia (Tónlistinn)                   | 1               |
| Irlanda (Official Irish Albums)         | 2               |
| Itália (FIMI)                           | 3               |
| Japão (Oricon)                          | 37              |
| Japão (Billboard Japan)                 | 17              |
| Lituânia (AGATA)                        | 1               |
| Nova Zelândia (RMNZ)                    | 1               |
| Nigéria (TurnTable)                     | 4               |
| Noruega (VG-lista)                      | 1               |
| Polônia (ZPAV)                          | 2               |
| Portugal (AFP)                          | 1               |
| Eslováquia (ČNS IFPI)                   | 1               |
| Espanha (PROMUSICAE)                    | 5               |
| Suécia (Sverigetopplistan)              | 2               |
| Suíça (Schweizer Hitparade)             | 1               |
| Reino Unido (Official Albums Chart)     | 1               |
| Reino Unido (UK R&B Albums Chart)       | 28              |
| Estados Unidos (Billboard 200)          | 1               |
| Estados Unidos (Top R&B/Hip Hop Albums) | 1               |